# Cacoxenus perspicax
Cacoxenus perspicax är en tvåvingeart som först beskrevs av Frederick Knab 1914.  Cacoxenus perspicax ingår i släktet Cacoxenus och familjen daggflugor. Inga underarter finns listade i Catalogue of Life.